# Патријарх српски Калиник I
Калиник I је био архиепископ пећки и патријарх српски од 1691. до 1710. године.
Био је родом из Скопља. Узео је управу над Српском патријаршијом под турском влашћу у најтеже дане, после велике сеобе под патријархом Арсенијем III. Калиник је великим пожртвованим радом успео да очува самосталност Српске патријаршије са средиштем у Пећи и олакша судбину Срба, преосталих на старим огњиштима. Сарајево је посетио већ током 1692. године. Потом је за новог дабробосанског митрополита поставио житомислићког јеромонаха Висариона. Током наредних година, поставио је нове архијереје и у осталим упражњеним епархијама под турском влашћу. Умро је 1710. године, приликом посете Темишвару.